# Schloss Achberg

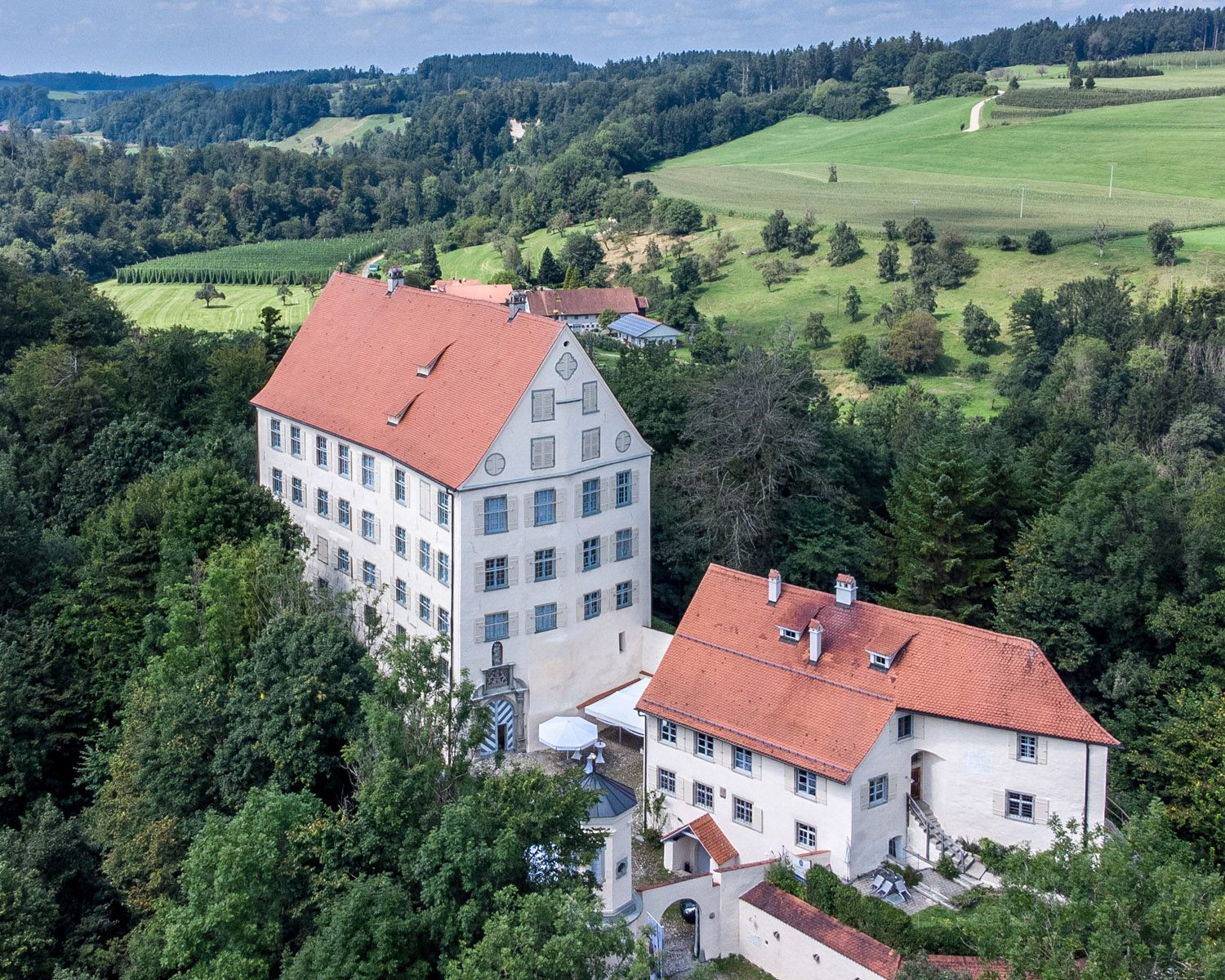
Schloss Achberg

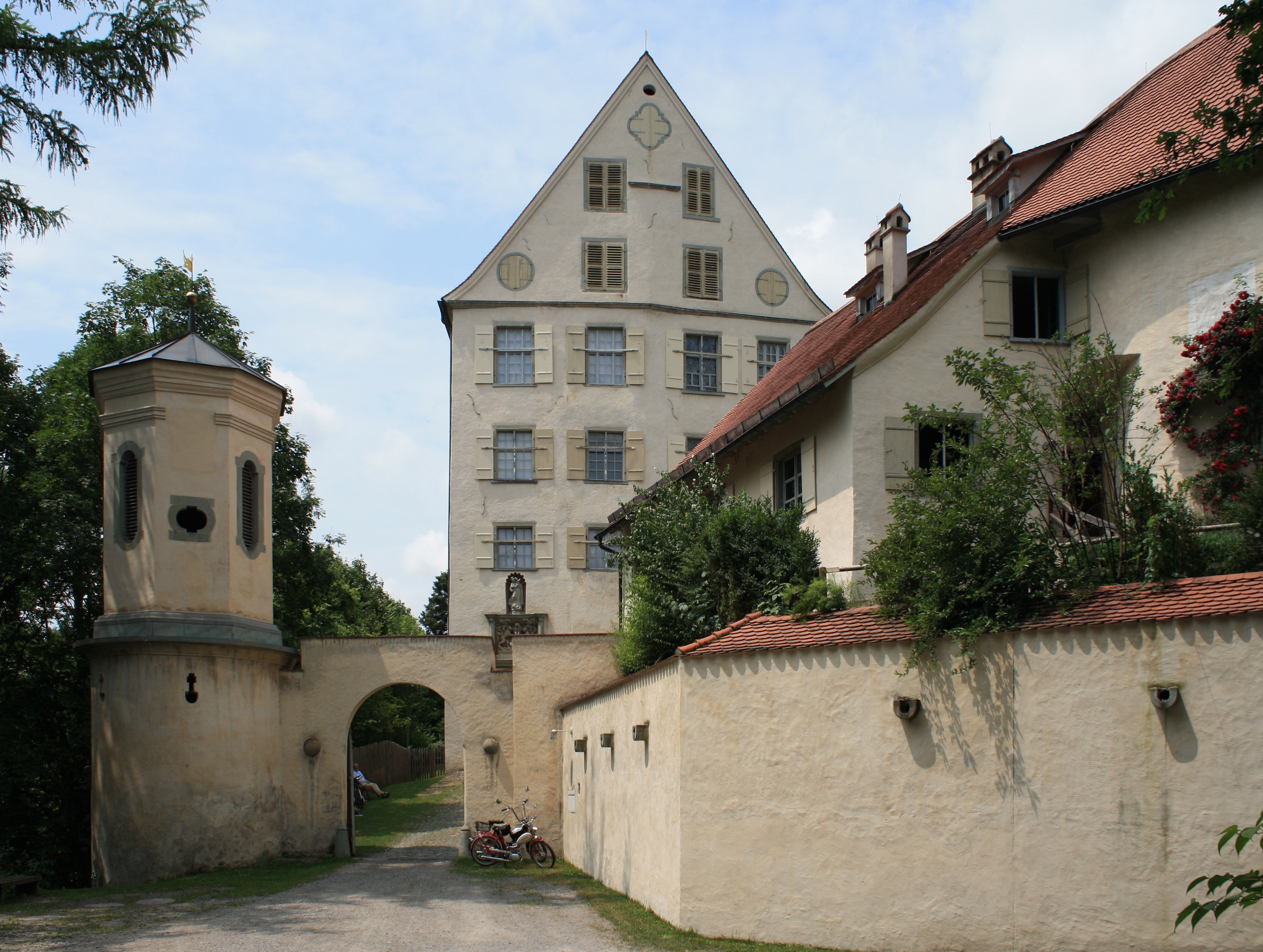
Schloss Achberg, Toreinfahrt

Das barocke Schloss Achberg steht auf einer Höhe von etwa 492 m ü. NN im äußersten Süden des Landkreises Ravensburg in der baden-württembergischen Gemeinde Achberg.

## Geschichte
Der Vorgängerbau des heutigen Schlosses aus dem 17. Jahrhundert, eine mittelalterliche Wehrburg, war namensgebend für die Herrschaft Achberg. 1691 erwarb der Landkomtur Franz Benedikt von Baden die Herrschaft Achberg für den Deutschen Orden. Gemäß seinem adligen Stand ließ er das damalige Schloss in der Zeit von 1693 bis 1700 ausbauen. So wurde zum Beispiel der Festsaal des Schlosses mit reichen Stuckaturen ausgestattet. Seine Decke ist heute eine der detailreichsten im süddeutschen Raum. Anschließend verlor das Schloss an Bedeutung, denn der Ritterorden nutzte die Anlage bis 1805 nur noch selten. Heute zeugt das Wappen des Ordens über dem Eingangsportal des Schlosses von der Zeit unter dem Deutschen Orden.
1806 gelangte Achberg im Rahmen der Säkularisation in den Besitz des Fürstentums Hohenzollern-Sigmaringen und ging 1849 mit diesem als Teil der Hohenzollernschen Lande 1849 an Preußen als dessen südlichster Teil. Bis 1982 war Schloss Achberg im privaten Besitz des Hauses Hohenzollern. Sein Verkauf machte es anschließend zum Objekt von Bauspekulationen, ehe es 1988 der Landkreis Ravensburg erwarb.
Die Fördergemeinschaft zur Erhaltung des Schlosses Achberg e. V. setzte sich von 1989 bis 1994 erfolgreich für eine umfassende Sanierung und Instandsetzung der Anlage ein.

## Heutige Nutzung
Im Frühjahr 1995 wurde das Schloss wieder für die Öffentlichkeit zugänglich gemacht und kann zwischen Mai und Oktober am Wochenende besichtigt werden. Seitdem findet dort jährlich eine Kunstausstellung des Landkreises statt, während der Rittersaal für Liederabende und Kammerkonzerte genutzt wird. Ein Gastronomiebetrieb auf dem Schlossareal bietet regionale Spezialitäten aus dem Allgäu.